# Brecht Verbrugghe
Pour les articles homonymes, voir Verbrugghe.
Brecht Verbrugghe, né à Roulers le 29 avril 1982, est un joueur de football belge qui occupe le poste de défenseur. Depuis 2011 il joue au Royal Football Club Tournai, en troisième division belge.

## Carrière

### Débuts précoces à Roulers
Brecht Verbrugghe effectue toute sa formation au SK Roulers, un des deux clubs de sa ville natale. Le 2 avril 1999, il dispute son premier match avec l'équipe première du club, alors en Division 2. Il participe à quatre autres rencontres jusqu'à la fin de la saison. Durant l'été, son club absorbe le rival local du KFC Roulers pour former le KSV Roulers. Le jeune défenseur obtient une place de titulaire dans l'équipe fusionnée et inscrit son premier but en compétition le 2 avril 1999 face à Maasland. En fin de saison, il est recruté par La Gantoise, un club de première division.

### Échecs à Gand et Zulte Waregem
Brecht Verbrugghe reçoit très peu de temps de jeu à Gand. Il ne joue son premier match officiel que le 7 avril 2001. En trois saisons, il prend part à seulement sept matches. Il quitte alors le club pour rejoindre Zulte Waregem, un cran plus bas dans la hiérarchie, dans l'espoir d'obtenir plus d'occasions de jouer. Malheureusement, il ne dispute que trois rencontres au Gaverbeek et après un an, il part pour le KV Courtrai.

### Des hauts et des bas à Courtrai
À Courtrai, Brecht Verbrugghe retrouve une place de titulaire dans la défense et inscrit un but dès son premier match. Il se blesse sérieusement à la fin de l'année 2005 et reste éloigné des terrains durant plus de six mois. Il revient pour le début de la saison 2006-2007 et reprend son rôle au centre de la défense courtraisienne. Le club dispute le tour final en fin de saison mais termine avec six défaites en autant de matches. La saison suivante, Verbrugghe et ses coéquipiers dominent un championnat perturbé par « l'affaire Namur-Geel » et terminent champions avec dix points d'avance.
De retour en Division 1, le défenseur conserve une place de base dans l'effectif durant un an. Le départ de l'entraîneur Hein Vanhaezebrouck et son remplacement par Georges Leekens, combinés à l'arrivée de nouveaux renforts à sa place le relèguent sur le banc des remplaçants. En fin de saison, son contrat n'est pas prolongé par la direction et il quitte le club gratuitement.

### Retour dans les divisions inférieures
Un mois plus tard, Brecht Verbrugghe retrouve de l'embauche au Royal Albert Elisabeth Club de Mons le 12 juillet 2010, où il signe un contrat portant sur une saison. Il entame la saison comme titulaire mais est ensuite écarté de l'équipe dans le courant du mois d'octobre. En fin de saison, le club décroche la montée parmi l'élite via le tour final. Le contrat du défenseur n'est pas prolongé et il peut donc partir. Le 29 juin 2011, il s'engage au RFC Tournai, en troisième division. Titulaire tout au long de la saison, il prolonge son contrat pour deux ans malgré la relégation administrative infligée au club, annulée ensuite en appel.

## Palmarès
- 1 fois champion de Division 2 en 2008 avec le KV Courtrai.

## Statistiques
| Saison                | Club                  | Championnat           | Championnat | Championnat | Coupe(s) nationale(s) | Coupe(s) nationale(s) | Total | Total |
| Saison                | Club                  | Division              | M.          | B.          | M.                    | B.                    | M.    | B.    |
| 1998-1999             | SK Roulers            | Division 2            | 5           | 0           | 0                     | 0                     | 5     | 0     |
| 1999-2000             | KSV Roulers           | Division 2            | 22          | 1           | 0                     | 0                     | 22    | 1     |
| Sous-total            | Sous-total            | Sous-total            | 27          | 1           | 0                     | 0                     | 27    | 1     |
| 2000-2001             | KAA La Gantoise       | Division 1            | 3           | 0           | 0                     | 0                     | 3     | 0     |
| 2001-2002             | KAA La Gantoise       | Division 1            | 1           | 0           | 0                     | 0                     | 1     | 0     |
| 2002-2003             | KAA La Gantoise       | Division 1            | 3           | 0           | 0                     | 0                     | 3     | 0     |
| Sous-total            | Sous-total            | Sous-total            | 7           | 0           | 0                     | 0                     | 7     | 0     |
| 2003-2004             | SV Zulte Waregem      | Division 1            | 3           | 0           | 0                     | 0                     | 3     | 0     |
| Sous-total            | Sous-total            | Sous-total            | 3           | 0           | 0                     | 0                     | 3     | 0     |
| 2004-2005             | KV Courtrai           | Division 2            | 32          | 2           | 3                     | 1                     | 35    | 3     |
| 2005-2006             | KV Courtrai           | Division 2            | 15          | 0           | 0                     | 0                     | 15    | 0     |
| 2006-2007             | KV Courtrai           | Division 2            | 36          | 1           | 6                     | 1                     | 42    | 2     |
| 2007-2008             | KV Courtrai           | Division 2            | 32          | 4           | 6                     | 1                     | 38    | 5     |
| 2008-2009             | KV Courtrai           | Division 1            | 30          | 1           | 3                     | 0                     | 33    | 1     |
| 2009-2010             | KV Courtrai           | Division 1            | 16          | 0           | 3                     | 0                     | 19    | 0     |
| Sous-total            | Sous-total            | Sous-total            | 161         | 8           | 21                    | 3                     | 182   | 11    |
| 2010-2011             | RAEC Mons             | Division 2            | 17          | 1           | 2                     | 0                     | 19    | 1     |
| Sous-total            | Sous-total            | Sous-total            | 17          | 1           | 2                     | 0                     | 19    | 1     |
| 2011-2012             | RFC Tournai           | Division 3            | 27          | 3           | 3                     | 0                     | 30    | 3     |
| 2012-2013             | RFC Tournai           | Division 3            | 34          | 3           | 4                     | 0                     | 38    | 3     |
| 2013-2014             | RFC Tournai           | Division 3            | 30          | 3           | 2                     | 1                     | 32    | 4     |
| Sous-total            | Sous-total            | Sous-total            | 91          | 9           | 9                     | 1                     | 100   | 10    |
| Total sur la carrière | Total sur la carrière | Total sur la carrière | 306         | 20          | 32                    | 4                     | 338   | 24    |